# Glycaspis retrusa
Glycaspis retrusa är en insektsart som beskrevs av Moore 1970. Glycaspis retrusa ingår i släktet Glycaspis och familjen rundbladloppor. Inga underarter finns listade i Catalogue of Life.